# Juan Bautista Vázquez el Viejo

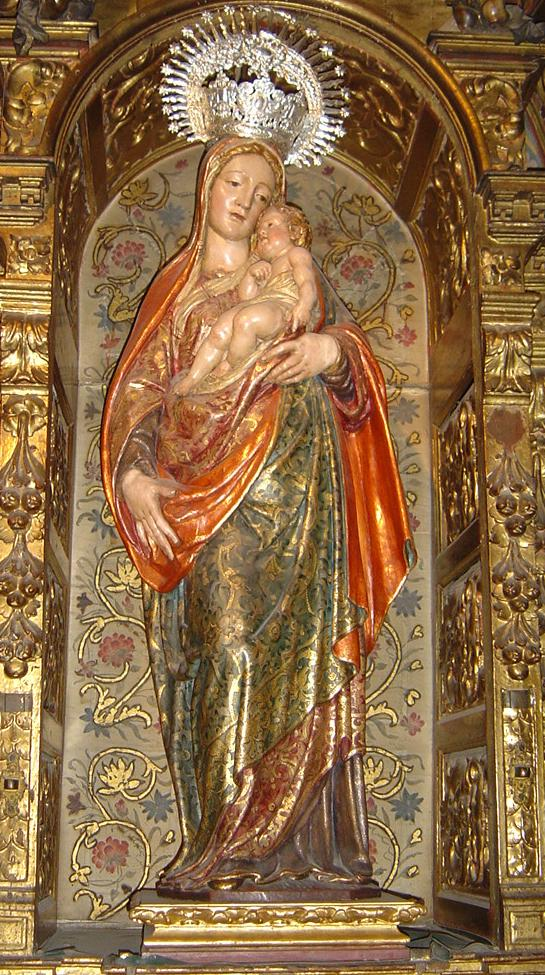
Virgen de las Fiebres de la Iglesia de Santa María Magdalena (Sevilla).

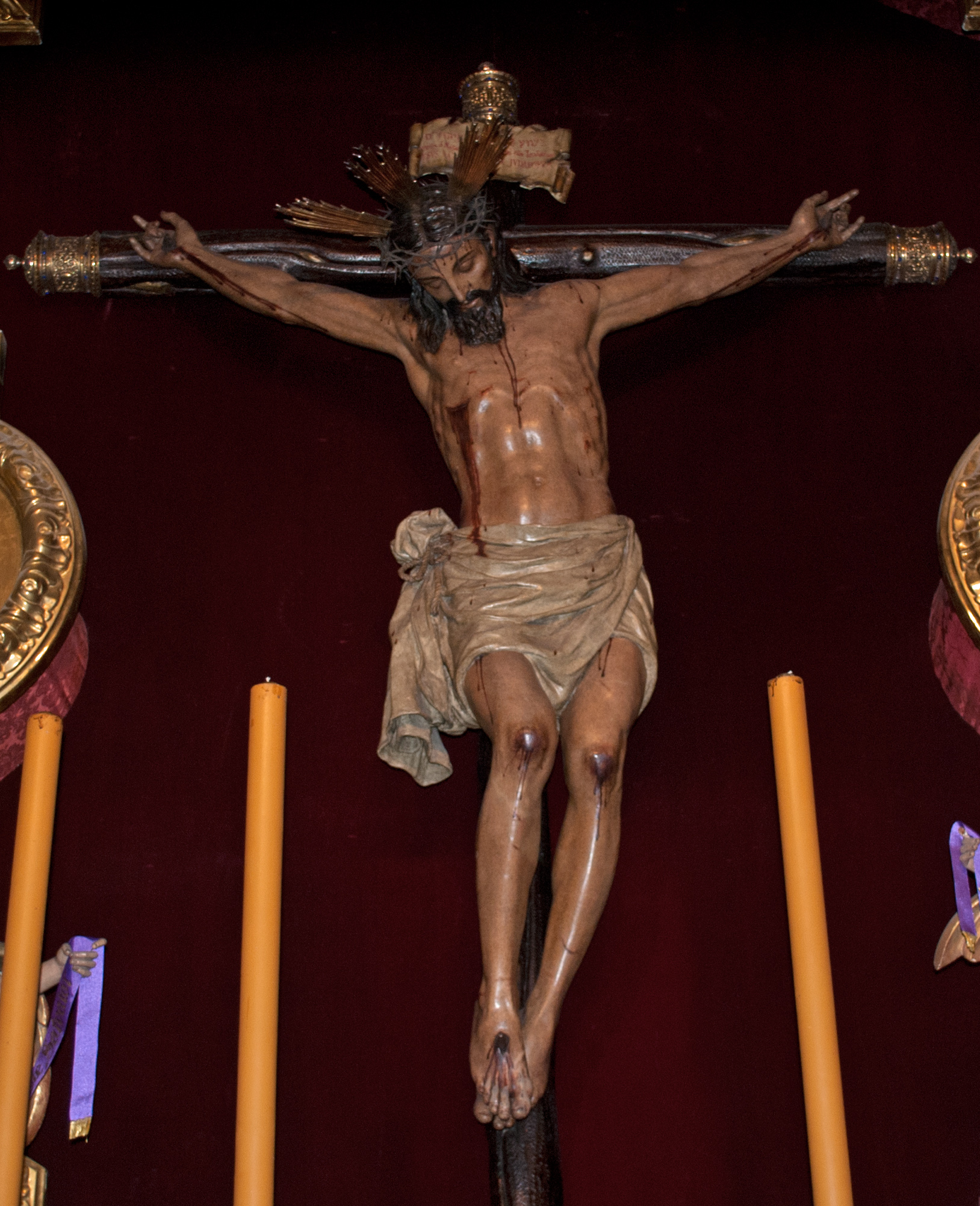
Santísimo Cristo de Burgos.

Juan Bautista Vázquez, el Viejo (Pelayos, Salamanca, 1510-Llerena, Badajoz, 12 de junio de 1588), fue un escultor español.

## Biografía
Con pocos años se trasladó junto a su familia a vivir a la plaza del Mercado Grande de Ávila. Allí se forma con los discípulos de Vasco de la Zarza, posteriormente se cree que viajó a Italia, donde su estilo ganó en elegancia. A partir de 1554 se trasladó a Toledo, donde ejecutó diversos trabajos para la catedral de esta ciudad, la iglesia de Almonacid de Zorita (Guadalajara) y la de Santa María la Blanca de Toledo, entre otras.
En 1558, Francisca Blázquez, viuda del escultor Isidro de Villoldo, le apodera en Ávila para que acabe la imaginería del retablo mayor de la Cartuja de Sevilla, que tras la muerte de Villoldo había quedado inconclusa. En 1561 se traslada a Sevilla para terminar el retablo. Vázquez se desplaza desde Toledo donde trabajaba, con todo un conjunto de colaboradores que formaban su taller integrado entre otros por su cuñado y entallador Juan de Oviedo, el viejo, Miguel de Adán, Gaspar del Águila y Jerónimo Hernández.
Se afinca en la ciudad andaluza donde a través de su taller contribuye a la creación de la escuela sevillana de escultura y trabaja en la segunda fase del retablo mayor de la Catedral de Sevilla, en el de Santa María en Carmona (1563), en el de San Mateo en Lucena (1572), en el de Santa María la Coronada en Medina Sidonia (1575) y también esculpe la imagen de la Virgen de las Fiebres para la Iglesia de Santa María Magdalena en Sevilla y en 1573 la imagen del Cristo de Burgos.
Contrajo matrimonio en tres ocasiones, con Andrea Hernández, hermana de Juan de Oviedo el viejo, María de Bonilla, hija del pintor sevillano Juan de Zamora, e Isabel de Valdés. Su labor fue continuada por su hijo Juan Bautista Vázquez el Mozo.
En 1569 se construiría una gran galera en Barcelona que sería llevada a Sevilla para ser decorada con motivos alegóricos renacentistas. Esta fue la galera capitana de Juan de Austria durante la batalla de Lepanto. El programa iconográfico de este barco fue diseñado por Juan de Mal Lara y la realización del mismo corrió a cargo del escultor Juan Bautista Vázquez el Viejo y el arquitecto Benvenuto Tortello.

### Relación de obras más destacadas
- Retablo mayor de la Cartuja de las Cuevas, Sevilla. Terminado hacia 1560. Desaparecido.[2]
- Cristo de Burgos (1573) de la Iglesia de San Pedro (Sevilla).
- Calvario (ca. 1583) en la capilla de los Mancipe en la Catedral de Tunja, (Colombia).
- Nuestra Señora del Rosario (Popayán) (ca 1588) de la Iglesia de Santo Domingo. (Colombia)
- Santa Justa y Rufina (ca. 1598), esculturas actualmente dispuestas en el altar mayor de la Iglesia del Señor San José (Sevilla), procedente del antiguo convento de San Francisco.
- Virgen de la Piña de la Iglesia de Nuestra Señora de la Oliva de Lebrija, (Sevilla) y el retablo donde se encuentra ésta.
- Virgen de las Fiebres de la Iglesia de Santa María Magdalena (Sevilla).
- San Pablo Apóstol en la Iglesia de Santa Bárbara de Écija (Sevilla), patrón de la ciudad.

### Atribuciones
- Santísimo Cristo del Amor, El Viso del Alcor (Sevilla). Procedente de la Iglesia de San Martín de Sevilla, es titular de la Hermandad de los Dolores de la citada localidad y procesiona el Viernes Santo por las calles del municipio.